# Piedra rúnica de Gripsholm
La piedra rúnica de Gripsholm es una pieza clave de las piedras rúnicas de Ingvar de estilo Fp. Está emplazada al lado del camino del castillo de Gripsholm junto a otra piedra rúnica del siglo XI, la piedra de Södermanland Sö 178, pero se desconoce cuál fue su emplazamiento original.
La piedra se descubrió alrededor de 1820 por Wallin, el cuidador del castillo, entonces parte del umbral del sótano de la torre Este del castillo, la llamada torre del teatro. Estaba bajo ambas paredes laterales de la puerta y cubierta de alquitrán, lo que significa que posiblemente formó parte de otra construcción antes de ser usada como material de construcción para el castillo. 
La inscripción dice que fue levantada a la memoria de Haraldr, el hermano de Ingvar el Viajero, se cree que murió en la región del Mar Caspio, conocida por los varegos como Serkland. Es posible que hubiera dos piedras, una también en memoria de Ingvar, pero ha desaparecido como muchas otras.
Una teoría propuesta por Pritsak relaciona esta pieza con otras (U 513, las griegas U 540 y Sö 279). y sostiene que Ingvar el Viajero era el hijo del rey sueco Emund el Viejo.
La segunda parte de la inscripción es un verso aliterativo en forma fornyrðislag.

## Inscripción

### En caracteres latinos
× tula : lit : raisa : stain : þinsa| |at : sun : sin : haralt : bruþur : inkuars : þaiR furu : trikila : fiari : at : kuli : auk : a:ustarla| |ar:ni : kafu : tuu : sunar:la : a sirk:lan:ti

### EnNórdico antiguo
Tola let ræisa stæin þennsa at sun sinn Harald, broður Ingvars. ÞæiR foru drængila fiarri at gulli ok austarla ærni gafu, dou sunnarla a Særklandi.

### En castellano
"Tóla levantó esta piedra en memoria de su hijo Haraldr, hermano de Ingvar. Viajaron lejos con valentía buscando oro, y en el Este alimentaron el águila. (Ellos) murieron en el sur, en Serkland."